# Tanjong Tgk Ali
Tanjong Tgk Ali is een bestuurslaag in het regentschap Aceh Utara van de provincie Atjeh, Indonesië. Tanjong Tgk Ali telt 203 inwoners (volkstelling 2010).